# Robert Sommer (Schriftsteller)
Robert Sommer (* 1951 in Rotheau an der Traisen) ist ein österreichischer Journalist und Schriftsteller. Er ist Mitgründer und Redakteur der Obdachlosenzeitschrift Augustin.

## Leben und Werk
Sommer maturierte 1970 in St. Pölten und kam danach nach Wien. Er engagierte sich für das Volksbegehren zur Auflösung des österreichischen Bundesheeres, welches 1971 von Wilfried Daim, Adalbert Krims, Günther Nenning und Gerhard Oberschlick propagiert wurde. Von 1973 bis 1990 war er Redakteur der Volksstimme, ab  1991 freier Journalist. Im Oktober 1995 fungierte er als Mitgründer und seither als Redakteur des Augustin, der sich selbst als Erste Österreichische Boulevardzeitung bezeichnet. Sommer betreute auch jahrelang die Augustin-Schreibwerkstatt für Obdachlose, Psychiatrierte, Asylwerber und Haftentlassene, die er zum Aufschreiben und Artikulieren ihrer Erfahrungen ermutigt und deren Texte er mit ihnen bearbeitet.
In seinen Büchern schreibt Sommer unter anderem über die Wachau, das Wiener Augartenviertel, das Gestapo-Gefängnis Karajangasse sowie jüdische Sommerfrische in Bad Sauerbrunn. Sowohl in seinen Büchern als auch in seinen Artikeln stellt Sommer „bewußt die Erinnerung an Verfolgte und Exilanten gegen eine Gegenwart sozialer und humaner Kälte“.

## Auszeichnungen
- 2006 Theodor-Kramer-Preis für Schreiben im Widerstand und im Exil (gemeinsam mit Milo Dor)
- 2012 Nominierung zum Österreicher des Jahres in der Kategorie Humanitäres Engagement[2]
- 2018 Preis der Stadt Wien für Volksbildung

## Buchpublikationen
- mit Vene Maier: Die Wachau; mit Strudengau. Geschichte, Kultur, Natur, Ausflüge, Wanderungen und angenehme Plätze entlang des Stromes. Falter, Wien 1994, ISBN 3-85439-123-4.
- mit Walter Eckhart: Es war die Reblaus. Die Uhudler-Legende. Mandelbaum, Wien 1997, ISBN 3-85476-009-4.
- Vom Grund. Stadtteilarbeit im Wiener Augartenviertel. Uhudla, Wien 1998, ISBN 3-901561-05-6.
- mit Walter Eckhart: Uhudler Legende. Vom Wein der Gesetzlosen zur regionalen Köstlichkeit. Mandelbaum, Wien 2008, ISBN 978-3-85476-272-0.
- Wie bleibt der Rand am Rand: Reportagen vom Alltag der Repression und Exklusion. Mandelbaum, Wien 2011, ISBN 978-3-85476-606-3.
- Poesie und Disziplin. Dieter Schrage und der unterirdische Strom der Anarchie. Mandelbaum, Wien 2016, ISBN 978-3-85476-649-0.

## Nachweise
1. 1 2  Theodor-Kramer-Gesellschaft, Kurzbiografie des Autors, abgerufen am 16. Februar 2015.
2. ↑  Robert Sommer - Mitbegründer des "Augustin". auf: diepresse.com, 28. September 2012, abgerufen am 16. Februar 2015.

| Personendaten    | Personendaten                                  |
| ---------------- | ---------------------------------------------- |
| NAME             | Sommer, Robert                                 |
| KURZBESCHREIBUNG | österreichischer Schriftsteller und Journalist |
| GEBURTSDATUM     | 1951                                           |
| GEBURTSORT       | Rotheau                                        |